# Nokia C5
Nokia C5-00 – pierwszy telefon z serii Nokia Cseries. C5 to smartfon z dostępem do komunikatorów i wielu serwisów społecznościowych, w tym na przykład: Facebook i Flickr. C5 umożliwia wielozadaniowość i ma 2,2-calowy wyświetlacz oraz 3,2-megapikselowy aparat fotograficzny (rzadziej produkowany model C5-00.2 posiada główny aparat o rozdzielczości 5 mpx). Posiada ona także GPS i darmową nawigację dzięki wbudowanej aplikacji Ovi Maps. Działa na systemie Symbian w wersji 9.3.
Wyposażony jest w slot na karty microSD do 16 GB. W zestawie ze smartfonem znajduje się karta microSD o pojemności 2 GB. Wymiary urządzenia to 112 x 46 x 12,3 mm, a czas pracy na baterii jest bardzo długi – nawet do 12 godzin rozmów (GSM).
Dostępny w kolorze białym i ciepłym szarym. Telefon Nokia C5 został wprowadzony do sprzedaży na całym świecie w 2. kwartale 2010 roku.
C5 jest w monoblokowej obudowie i waży 89,3 gramów z baterią. Posiada 5-kierunkowy klawisz Navi, dwa klawisze programowalne, klawisz odrzucenia połączenia, przyciski aplikacji oraz klawisze głośności z boku. Interfejs użytkownika telefonu i dźwięki dzwonka można dostosować.
Maksymalny czas rozmowy waha się od 4,9 godzin w sieci 3G do 12 godzin w zwykłej sieci GSM. Maksymalny czas gotowości to od około 630 do 670 godzin. Bateria pozwala na odtwarzanie muzyki nawet przez 34 godziny, jeśli telefon jest w trybie offline.
Telefon został wyposażony w funkcję łączność Bluetooth, złącze AV 3,5 mm i stereofoniczne radio FM. Może działać jako modem danych, obsługuje synchronizację kalendarza i kontaktów z Microsoft Outlook i może być ładowany przez USB. Pozwala na wykonanie połączenia konferencyjnego z maksymalnie 2 osobami.
Nokia C5 posiada również zintegrowaną przeglądarkę internetową. Obsługuje język znaczników XHTML, Flash Lite 3.0, strumieniowe transmisje wideo i RSS.
Komórka jest zaopatrzona w aparat fotograficzny o rozdzielczości 3,2 MPix z wbudowaną lampą błyskową, która potrafi oświetlić obszar odległy nawet o 1,5 m od telefonu. Aparat jest wyposażony w kilka różnych funkcji obróbki zdjęć, zmianę odcieni koloru, balans bieli, tryby równowagi i orientacji poziomej. Telefon wyposażony jest w edytor zdjęć. Wideo można nagrywać tak długo, na ile starczy nam pamięci. Telefon posiada również drugą kamerę – VGA do połączeń wideo.

## Galeria

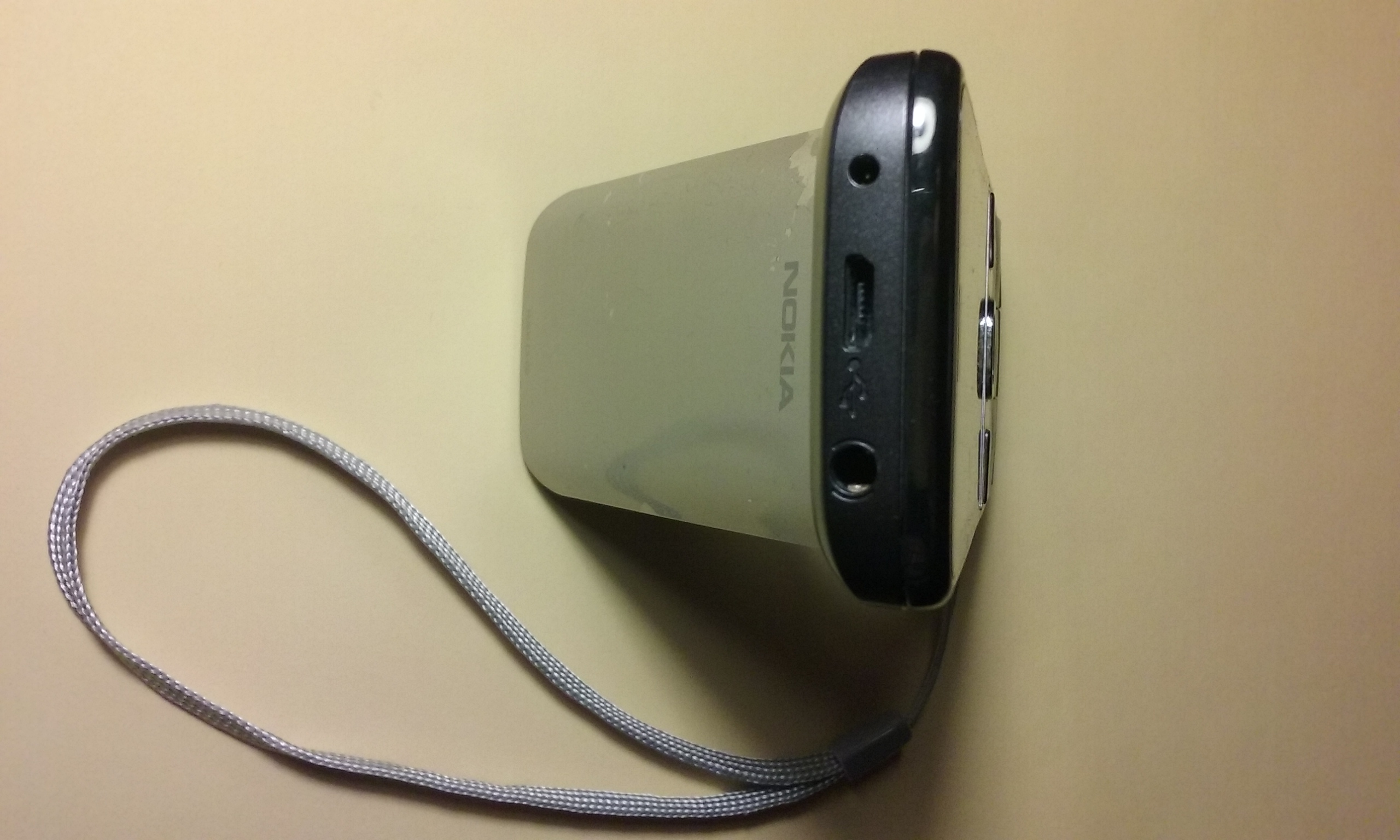
Wejścia: słuchawkowe, microUSB (wykorzystywane zarówno do przesyłu danych jak i ładowania), wejście ładowarki (2,5 mm)
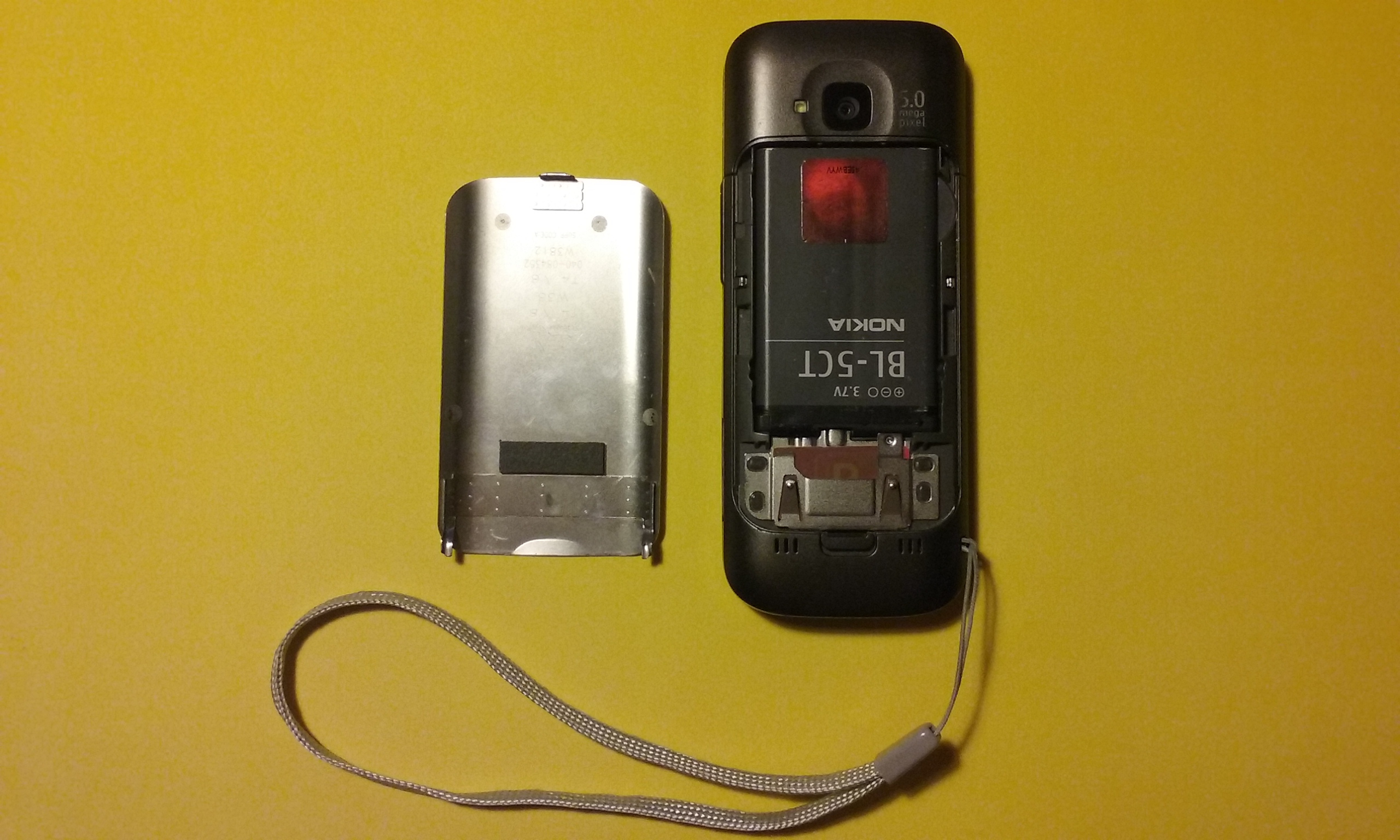
Bateria BL-5CT
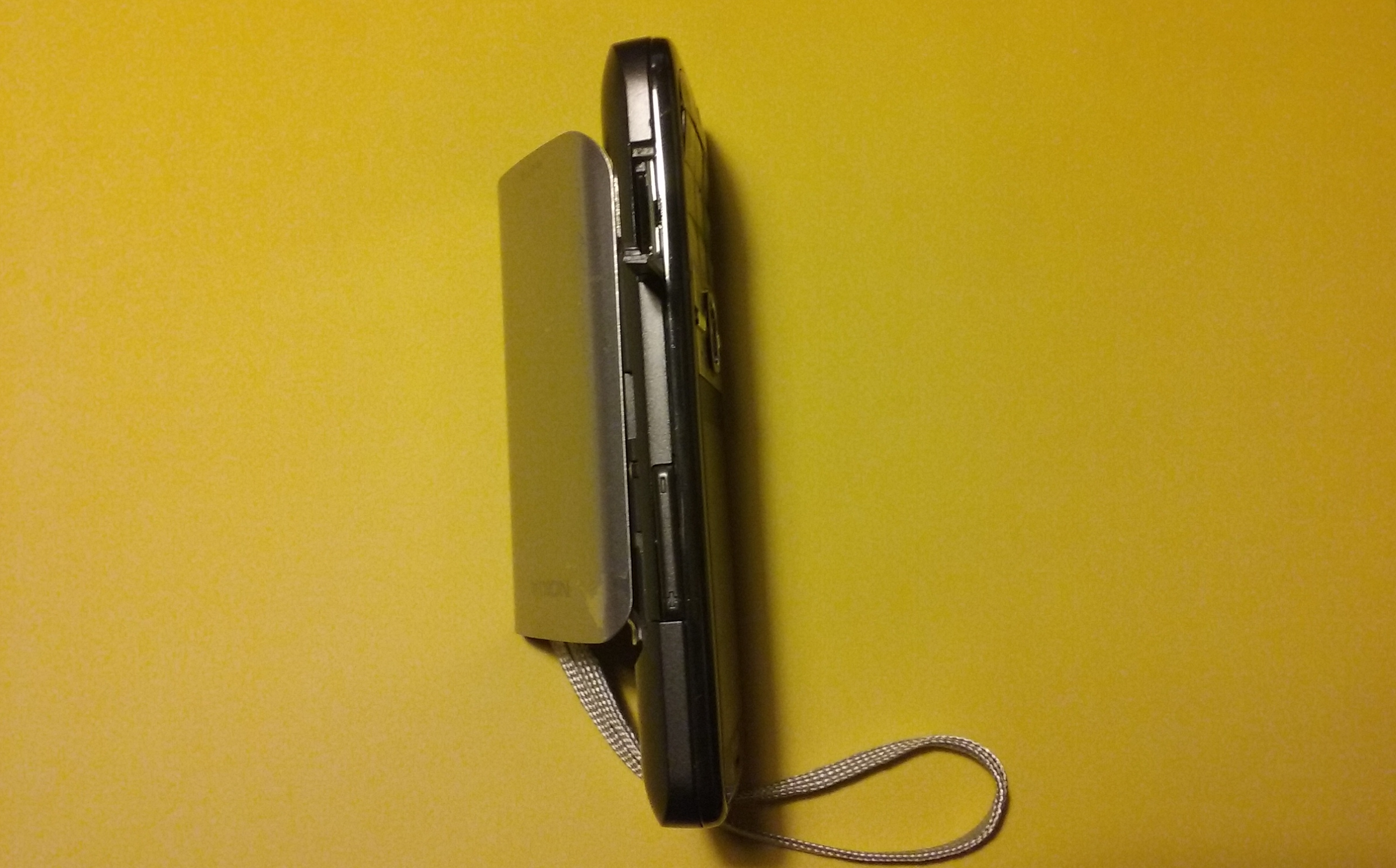
Slot karty microSD i przycisk głośności umiejscowione na prawej krawędzi urządzenia
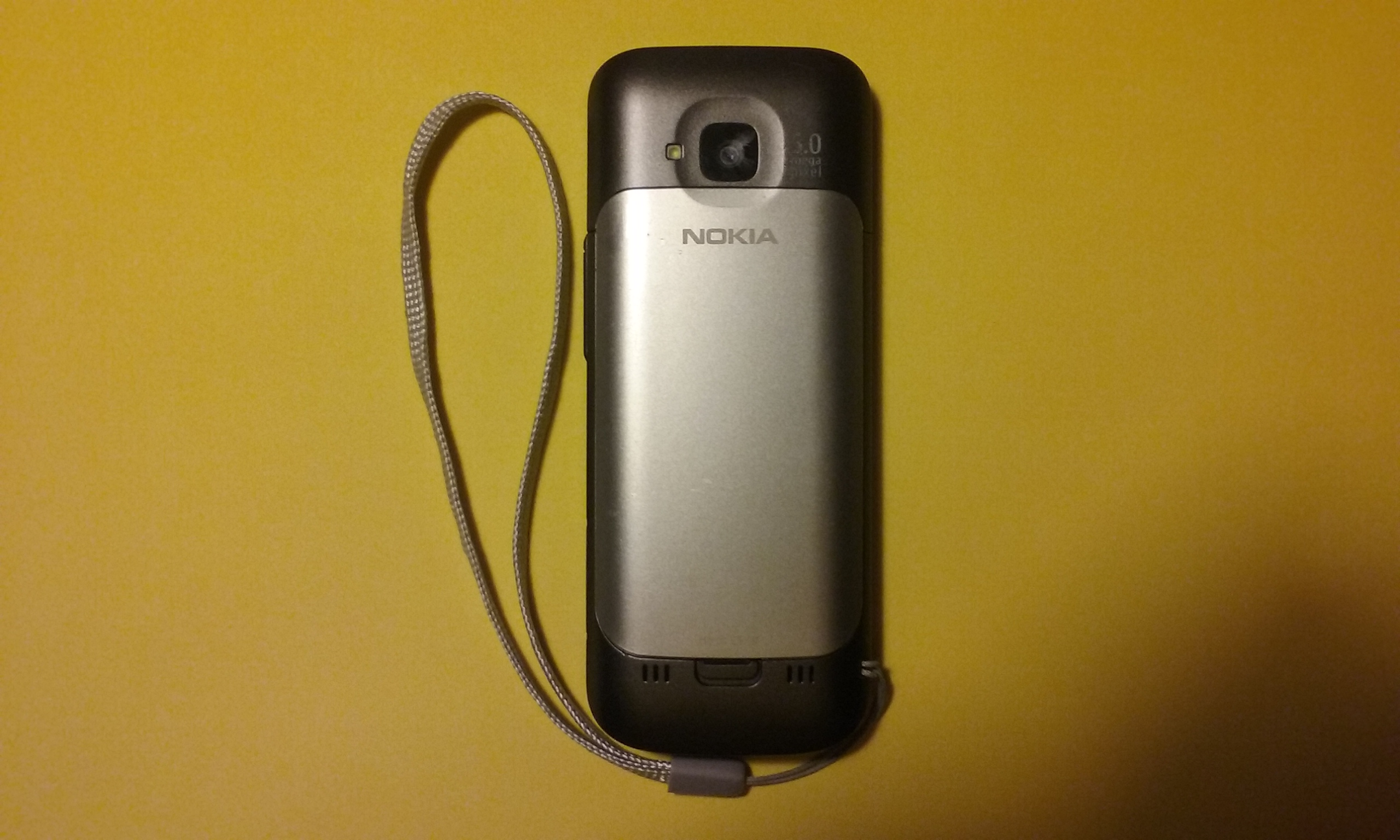
Widok kompletnego urządzenia z tyłu